# Ernesto Ardura
Ernesto Ardura fue un periodista cubano. Colaboró en distintas revistas de su país y llegó a ser jefe de redacción del periódico El Mundo.